# 1260
1260 је била преступна година.

## Догађаји
- 3. септембар — Битка код Ајн Џалута: Мамелуци побеђују Монголе, што означава њихов први одлучујући пораз и тачку максималног ширења Монголског царства. Иса ибн Мухан је именован за амира ал-араба под Мамелуцима.

- 24. октобар – Бајбарс убио је Саифа ад-Дина Кутуза, мамелучког султана Египта, који је преузео власт.
- Бивши владар ал-Андалуза, Ибн ал-Абар, спаљен је на ломачи по наредби Маринидског владара.
- У Могадишу (Сомалија) је завршена џамија Арба Рукун.
- Толуидни грађански рат почиње између Кублај Кана и Арика Бекеа, за титулу Великог Кана.
- 5. мај – Кублај-кан постаје владар Монголског царства, након смрти Монгке Кана.
- 21. мај – Кублај кан шаље свог изасланика Хао Ђинга да преговара са канцеларом династије Сунг, Ђа Сидаом, након што је мала снага коју је Кублај оставио јужно од реке Јангцекјанг уништена од стране кинеске војске Јужне династије Сунг.
- Кинеска ера Ђингдинг почиње и завршава се у Јужној династији Сунг у Кини.
- Јапанска ера Шогена се завршава и почиње ера Буноа.
- 12. јул – Битка код Кресенбруна: Краљ Отокар II од Бохемије осваја Штајерску од краља Беле IV од Угарске.
- 13. јул – Ливонски крсташки рат: Балтички Жемуљани и Курони из Великог војводства Литваније одлучно побеђују Ливонски ред у бици код Дурбеа. То наводи Естонце са острва Саарема да се поново побуне против Ливонског реда.
- 4. септембар – Битка код Монтапертија: Сијенски гибелини, уз подршку снага краља Манфреда од Сицилије, побеђују фирентинске гвелфе.
- 20. септембар – Почиње други од два велика пруска устанка старопруског племена Балта против Тевтонског реда.
- Војводство Саксонија је подељено на Саксонију-Лауенберг и Саксонију-Витенберг, што означава крај прве саксонске државе.
- Рат избија у Валеу (у данашњој Швајцарској), док се Сионска бискупија брани од инвазије Савојске грофовије.
- Новоформирано Краљевство Сукотаи Тајланда усваја теравада будизам.

## Смрти
- Алберт I, војвода Саксоније

- Бајџу Нојан

- Китбука
- Констанца од Тулуза
- Кутуз

- Мари, грофица Еа

- Стефан I Гуткелед